# Szakáts Péter
Szakáts Péter, névváltozat: Szakács (Alsószőlős, 1851. június 6. – Marosvásárhely, 1947. június 10.) jogász, állatorvos, politikus.

## Származása
Szülei id. Szakács Péter (Székelyszenterzsébet, 1805. szeptember 1. – Székelyszenterzsébet, 1886. szeptember 18.) és Szakács Rákhel (Székelyszenterzsébet, 1808. március 18. – Székelyszenterzsébet, 1883. március 17.), akik 1829. február 8-án Székelyszenterzsébeten kötöttek házasságot.

## Pályafutása
Ifj. Szakács Péter okleveles gazdász, okleveles állatorvos, közgazda, földbirtokos Bikafalván. Középiskoláit a Székelyudvarhelyi református kollégiumban végezte, jogot a Budapesti Tudományegyetemen hallgatott. Állatorvosi oklevelet Budapesten szerzett. 1877–1879 között két évig Kolozsmonostoron a magyar királyi gazdasági tanintézetben gazdasági tansegéd, majd ugyancsak két évig gazdasági iskolai tanár Debrecenben 1879–1881 között. Mint igazi vérbeli székely, mindenhez értett és szakadatlanul tanult, a debreceni tanintézet hallgatóit megtanította a kosárfonásra és felhívta a leendő gazdatisztek figyelmét a kosárfűzés gazdasági jelentőségére. Ebbeli fáradozását az 1885. évi országos kiállításon a tanintézet nagyobb kitüntetéssel jutalmazta, amikor a kosárfonásért az intézet első díját nyerte. 1882 és 1889 között a nyitravármegyei Gazdasági Egyesület titkára, 1889–1895 között az E. G. E. titkára Kolozsváron, majd 1895-től 1918-ig 24 éven át a marosvásárhelyi Kereskedelmi és Iparkamarai titkára, illetve főtitkára volt. 1918-ban nyugdíjba vonult, azóta bikafalvi birtokán gazdálkodott. Az 1926-os és az 1927-es választásokon szenátor lett és bejutott a bukaresti parlamentbe. Az udvarhely-megyei Magyar Párt tagozat elnöke 1920 és 1927 között és örökös díszelnöke. Szakirodalmi tevékenysége is jelentős. Nyitrán Gazdasági Értesítő címmel szaklapot szerkesztett, munkatársa volt a Budapesten megjelenő Gazdasági Lapok és Gazdasági Mérnök c. szaklapoknak és az Egyetértés című politikai napilapnak. Kolozsváron az Erdélyi Gazda című szaklapot szerkesztette. Marosvásárhelyen két éven át szerkesztője volt a Székelység c. független politikai napilapnak, megalapította a Gazdasági Érdekeink c. szaklapot, ami még 1934-ben is kiadásra került. I. Károly román király 1906-ban a Román Csillagrend lovagkeresztjével és a jubileumi emlékéremmel tüntette ki, továbbá 1918-ban, a magyar polgári hadiérdem II. o. kapta. 1918-ból, 1879-től a philadelphiai Kereskedelmi Múzeum kültanácsosa, a Mezőgazdasági Kamara volt elnöke. A szenterzsébeti Szakács családfa kutatója. Ld.: A bikafalvi Szakáts család iratai. (1841–1948.) „Az állag a székelyszenterzsébeti nemes Szakáts család bikafalvi ágának 0,30 ifm. levéltárát, pontosabban Szakáts Péter (1851–1947) földbirtokos, okleveles közgazdász és fia, Szakáts Zoltán …iratait tartalmazza.” Pálmay József részére a Szakács család adatait átadta, a szenterzsébeti anyakönyvek feldolgozása alapján közölt adatai pontosak voltak. Szakács Péter (Székelyudvarhely) tagja lett az Romániai Országos Magyar Párt Intéző Bizottságának 1922-ben. A gazdasági kérdések, és általa a párt mezőgazdasági szakosztálya megalakításának szükségessége folyamatosan került előtérbe.

## Fontosabb munkái
- Az iparosok nyugdíjügye. Budapest, 1900.
- A Székelyföld ipara. Története, eseményei. Emlékkönyv a Székely Nemzeti Múzeum 50 éves jubileumára. Szerk.: Csutak Vilmos. Sepsiszentgyörgy, 1929. Reprint: Budapest, 1989. 669–681.